# Lionel Dargier
Pas d'image ? Cliquez ici

a Compétitions nationales et continentales officielles uniquement.

Dernière mise à jour le 29 août 2015.
Lionel Dargier, né le 24 avril 1988, est un joueur de rugby à XV français qui évolue au poste de deuxième ligne.

## Carrière
Il joue son premier match professionnel le 8 avril 2011 avec son club formateur de Montpellier lors du quart de finale de Challenge européen contre le Stade français. Pour la saison 2011-2012, il est prêté au FC Auch pour jouer en Pro D2 y reste jusqu'à la saison 2013-2014 et rejoint pour 2014-2015 le Stade montois.